# Зайцево (Красноярский край)
Зайцево — упразднённый посёлок в Мотыгинском районе Красноярского края России. На момент упразднения входил в состав городского поселения Посёлок Мотыгино. Исключён из учётных данных в 2001 году.

## География
Посёлок находится в южной части района, на левом берегу реки Ангары у острова Панов, на расстоянии приблизительно 7 километров (по прямой) к юго-востоку от посёлка городского типа Мотыгино, административного центра района.
Климат
Климат характеризуется как резко континентальный, с морозной продолжительной зимой. Средняя температура самого тёплого месяца (июля) составляет 25 — 26 °С (абсолютный максимум — 38 °С). Средняя температура самого холодного месяца (января) — −26 — −28 °С (абсолютный минимум — −53 °С). В течение года атмосферные осадки выпадают неравномерно. В тёплый период года (с апреля по октябрь) выпадает около 70-80 % осадков.

## История
По данным 1926 года в деревне Зайцева имелось 51 хозяйство. В административном отношении входила в состав Пашинского сельсовета Богучанского района Канского округа Сибирского края.

## Население
По данным переписи 1926 года в деревне проживало 264 человека (142 мужчины и 122 женщины), основное население — русские.